# 片山久安
片山 久安（かたやま ひさやす）は、安土桃山時代から江戸時代初期の剣豪。片山伯耆流の開祖。一般には片山伯耆守として知られる。林崎甚助と並んで居合の達人とされる。

## 生涯
林崎甚助のに剣術を学んだ弟子とする説もあるが、久安が開いた片山伯耆流の伝承によると、伯父の松庵より秘剣を伝授され、京都の愛宕神社で「貫」の一字の啓示を受け、流派を開いたと伝えられ、片山伯耆流の伝承では林崎甚助の名は出てこない。また、竹内流開祖の竹内久盛と親族であったとも伝えられ、竹内久盛から久安に組討（柔術）を、逆に久安から竹内久盛に居合を互いに教えあったと伝えられている。
その後、豊臣秀次に招かれて武術を教え、慶長15年（1610年）、後陽成天皇の御前で「磯波」を演武して従五位下・伯耆守に叙されたと伝えられるが、これを裏付ける史料は無い。
元和年間に安芸国に移り、広島藩主・浅野氏の家臣が多く入門したが、その後、周防国岩国に移り、岩国領主・吉川広正の客分となり、慶安3年（1650年）3月7日に同地で没した。
息子のうち、片山久勝は片山心働流を開き、片山久隆が片山伯耆流を継承した。久隆は吉川氏に仕え、片山家は岩国藩の剣術師家の一つとして廃藩まで仕えた。